# Xã Wilson, Quận Alpena, Michigan
Xã Wilson (tiếng Anh: Wilson Township) là một xã thuộc quận Alpena, tiểu bang Michigan, Hoa Kỳ. Năm 2010, dân số của xã này là 2.029 người.